# یواس‌اس کانستلیشن (سی‌وی-۶۴)
یواس‌اس کانستلیشن (سی‌وی-۶۴) (به انگلیسی: USS Constellation (CV-64)) یک کشتی است که طول آن ۱٬۰۸۸ فوت (۳۳۲ متر) می‌باشد. این کشتی در سال ۱۹۶۰ ساخته شد.